# Vovtjansk
Vovtjansk (ukrainsk: Вовчанськ) er en ukrainsk by i Tjuhujiv rajon i Kharkiv oblast (provinsen). Den er hjemsted for administrationen af Vovtjansk urban hromada, en af Ukraines hromadaer.
Byen har en befolkning på omkring 17.747 (2021).

## Geografi
Vovtjansk ligger på begge bredder af floden Vovtja, som løber ud i Donets nedenfor byen. Byen ligger direkte på grænsen til Rusland, ca. 75 km nordøst for Kharkiv oblasts centrum og har en jernbanestation på Belgorod-Kupjansk-jernbanen.

## Gallery
- Historisk bygning
- En skole i Vovtjansk
- Vovtjansk kulturpalads
- Kirke
- Raffinaderi for solsikkeolie i Vovtjansk
- Vovtjansk posthus
- Hovedgaden
- Busstop
- Byen Vovtjansk ved floden Vovtja (Ulvefloden)